# لارس مولین (بازیکن هاکی روی یخ)
لارس مولین (انگلیسی: Lars Molin؛ زادهٔ ۷ مهٔ ۱۹۵۶) بازیکن هاکی روی یخ اهل سوئد است.
از باشگاه‌هایی که در آن بازی کرده‌است می‌توان به ونکوور کناکز اشاره کرد.